# Sperrbühel
Der Sperrbühel ist ein 982 m ü. A. hoher Berg im Böhmerwald in Oberösterreich.

## Geschichte
Der Abt von Stift Schlägl verkaufte den Sperrbühel am 30. Juni 1563 der Dorfgemeinschaft von Lichtenberg.

## Lage und Umgebung
Der Sperrbühel gehört zur Gemeinde Ulrichsberg im Bezirk Rohrbach. Er liegt in den Einzugsgebieten des Eidechsbachs und des Hintenberger Bachs.
Der Berg befindet sich innerhalb des 9.350 Hektar großen Europaschutzgebiets Böhmerwald-Mühltäler. Er ist außerdem Teil der 22.302 Hektar großen Important Bird Area Böhmerwald und Mühltal.

## Geologie und Pflanzenwelt
In geologischer Hinsicht ist der Sperrbühel von Weinsberger Granit geprägt. Auf seinem Westabhang wachsen bodensaure Buchenwälder.